# هرهريا
هرهريا هي إحدى القرى في التقسيم البلدي والإداري لجديدة غزير - هرهريا - قطين في قضاء كسروان في محافظة جبل لبنان في لبنان.
تقع هرهريا 31 كيلومتر (19 ميل) شمال بيروت. يبلغ متوسط ارتفاعها 540 متر (1,770 قدم) فوق مستوى سطح البحر ومساحتها الإجمالية 167 هكتار (410 أكر).  

## مشاهير
- إغناطيوس زيادة (1906-1944)، رئيس أساقفة الأبرشية الكاثوليكية المارونية في حلب وأبرشية بيروت الكاثوليكية المارونية.
- فيليب زيادة (مواليد 1976) رجل أعمال وقنصل فخري في ولاية نيفادا
- كميل زيادة نائب سابق في البرلمان اللبناني

## فهرس
- Michel, Aouad (6 Jul 2016). "Jdaidet Ghazir - Harharaya - Qattine - Localiban". Localiban (بالإنجليزية). Centre de ressources sur le développement local au Liban. Archived from the original on 2020-01-20. Retrieved 2021-02-25. {{استشهاد ويب}}: |archive-date= / |archive-url= timestamp mismatch (help)
- Aouad، Michel (22 يوليو 2019). "Harharaya". www.libandata.org. مؤرشف من الأصل في 2021-02-25. اطلع عليه بتاريخ 2021-02-25.